# Annales Paulini
Annales Paulini es una crónica medieval inglesa. Las crónicas de San Pablo, como podrían traducirse los Annales Paulini, se cree que fueron escritas por un canónigo de la Catedral de San Pablo en Londres. Porque abarca el período de 1307-1341, es invaluable para analizar la historia del reinado de Eduardo II de Inglaterra. Adam Murimuth fue un canónigo contemporáneo y originalmente de Oxford, se considera que el autor era su amigo.